# Kör (film, 1998)
A Kör (eredeti címén: Ringu) egy Japánban, 1998-ban készült horrorfilm, minden idők legnagyobb bevételű japán filmje. A 90-es évek végén és a 2000-es években több folytatása, előzményfilmje, valamint amerikai remake-je (és annak is több folytatása) készült el. Nakata Hideo rendezte Kôji Suzuki regénye alapján.

## Történet
A cselekmény mozgatórugója egy különös videókazetta, amely egy héten belül elpusztítja azt, aki megnézi a rajta levő, látszólag összefüggéstelen képsorokból álló filmet. A halálesetek mögött egy apja által meggyilkolt lány kísértete áll.
Egy fiatal újságírónő, Reiko (Nanako Matushima) egy 'elátkozott' videókazetta városi legendáját kutatja, kamaszokkal készít interjút. Egy nap meghal az unokahúga, Tomoko (Yûko Takeuchi): szívinfarktus végez vele, de az arcára rettenetes, rémült kifejezés dermed, Reiko pedig megpróbálja kideríteni, hogy miért. Hamarosan megtudja, hogy nemcsak Tomoko, hanem több barátja is hasonló módon halt meg. Reiko talál néhány fényképet Tomoko szobájában, amiből egy kép igen rémisztő: Mindenki arca el van mosódva. Reiko elutazik a nyaralóhelyre, ahol Tomokoék is voltak és talál egy névtelen  kazettát. Megnézi a videót, majd rájön hogy nyilvánvalóan a kazetta végzett velük. Alighogy kikapcsolja a tévét, a tükröződésben meglát egy fehér ruhás nőt, majd csörögni kezd a telefon. Rettegve felveszi, de csak a kazettán hallható rémisztő csikorgást hallja. Feljegyzi a pontos időt, majd azonnal távozik a kazettával.
Válaszokat keresve segítséget kér volt férjétől (Hiroyuki Sanada) de a férfi nem nagyon akar hinni az átoknak. Lefényképezteti magát és az ő arca is el van mosódva. Ryuji megnézi a kazettát és egy másolatot kér Reikotól. Együtt folytatják tovább de a kazetta tartalma csak két nőről, valami kitörésről, visszafordított szövegről és egy befejezetlen névről (Sada) szól. A tükörben lévő nő egy különleges képességgel rendelkező nő, Shizuko Yamamura (Masako), akivel Dr. Heihachiró Ikuma (Daisuke Ban) kísérletezett, valamint kiderül hogy Shizuko 40 éve a vulkánba ugrott. Reiko egy időre fiával, Yoichival (Rikiya Ôtaka) elutazik szüleihez de éjszaka Reiko arra ébred hogy Yoichi megnézte a kazettát mert Tomoko megkérte rá. Fogalma sincs arról hogy a megoldás ott van a szeme előtt. Izübe utaznak, ahol találkoznak Shizuko testvérével, majd amikor a férfi menekülni kezd, Ryuji lefogja, ezzel megtudva az igazságot: Dr. Ikuma bemutatót tartott Shizuko képességeiről de az egyik néző hazugsággal kezdte vádolni őket, majd hirtelen titokzatos módon meghalt. A fehér ruhás lány kirohant a függöny mögül, ezzel Reiko rájön, a kazettán lévő név befejezve Sadako Yamamura, Shizuko és Ikuma lánya és hogy ő készítette a kazettát. Visszatérnek a faházhoz, ahol Sadako meghalt. A ház alatt megtalálják a kutat és rájönnek hogy Ikuma dobta a kútba Sadakót. Reiko félve de leereszkedik a kútba, ahol megtalálja a lány csontvázát és kihívják a rendőrséget. Időközben a határidő lejár, ezzel megtört az átok. Másnap reggel Reikónak rossz érzése van, ezért felhívja Ryujit. A férfi el van merülve a munkában, amikor hallja a csikorgást. Félve néz a tévéjére, ami Sadako kútját mutatja. Nem érti a dolgot, így kíváncsian nézi hogy mi történik. Sadako kimászik a kútból és elindul a tévé felé. Ryuji telefonhívást kap Reikotól de késő: Sadako kijön a tévéből és megöli Ryujit. Reiko odaér a lakáshoz de csak Ryuji diákját találja ott, értetlenkedve. Hazaviszi a kazettát és próbál rájönni, mit tett másképp, majd a tévé tükröződésében meglátja Ryuji szellemét, aki a másolatra mutat. Reiko megérti, Yoichi miért nézte meg a kazettát: Az átok megtöréséhez le kell másolni a videót és egy héten belül megmutatni másnak, ezzel tovább adva az átkot. Útnak indul a videólejátszóval hogy a másolatot megmutassa apjának, ezzel megmentve Yoichit.

## Szinkron
| Szereplő         | Színész          | Magyar hang     |
| ---------------- | ---------------- | --------------- |
| Reiko Asakawa    | Nanako Matushima | Kiss Virág      |
| Ryuji Takayama   | Hiroyuki Sanada  | Selmeczi Roland |
| Dr. Ikuma        | Daisuke Ban      |                 |
| Yoichi Asakawa   | Rikiya Ôtaka     | Morvay Bence    |
| Sadako Yamamura  | Rie Inou         |                 |
| Takashi Yamamura | Yoichi Numata    | Tolnai Miklós   |
| Reiko nagynénje  | Yoko Ôshima      | Koffler Gizi    |
| Tomoko Oisi      | Yuko Takeuchi    | Zsigmond Tamara |
| Masami Kurahasi  | Hitomi Satô      | Solecki Janka   |
| Shizuko Yamamura | Masako           |                 |

## Folytatások, remake-ek, előzményfilmek
A Ringu első folytatása egy évvel később készült el. A kör 2. – A félelem (eredeti címén: Ringu 2) rendezője az eredeti filmet is jegyző Nakata Hideo. 1999-ben készült belőle egy dél-koreai remake Ring címmel. A történet japán nyelvű prequeljét A kör 0.: A születés címmel 2000-ben mutatták be, majd amerikai remake-ek jelentek meg A kör (The Ring), A kör 2. (The Ring 2.) címmel. A franchise következő darabját F. Javier Gutiérrez rendezte; az amerikai Körök (Rings) ősbemutatójára 2017. február 1-jén, Franciaországban kerül sor.